# Heia robustipes
Heia robustipes är en stekelart som beskrevs av Chen och Van Achterberg 1997. Heia robustipes ingår som enda art i släktet Heia och familjen bracksteklar. Inga underarter finns listade i Catalogue of Life.